# Dinastía buryí

Mapa del Sultanato mameluco (azul), bajo la dinastía buryí, reinante desde 1389.

La dinastía buryí (en árabe: المماليك البرجية, al-mumālīk al-burŷīyah) era una dinastía de mamelucos circasiana que gobernó Egipto desde 1382 hasta 1517, durante el sultanato mameluco. Resultó especialmente turbulenta, con sultanes de corta duración. Los juegos de poder político a menudo se volvieron importantes en la designación de un nuevo sultán. Durante este tiempo los mamelucos lucharon contra Tamerlán y conquistaron Chipre. Las constantes peleas pueden haber contribuido a la capacidad de los otomanos para desafiarlos. Su nombre, burŷī, significa “de la torre”, en referencia a ellos en el poder desde la Ciudadela de El Cairo.

## Historia

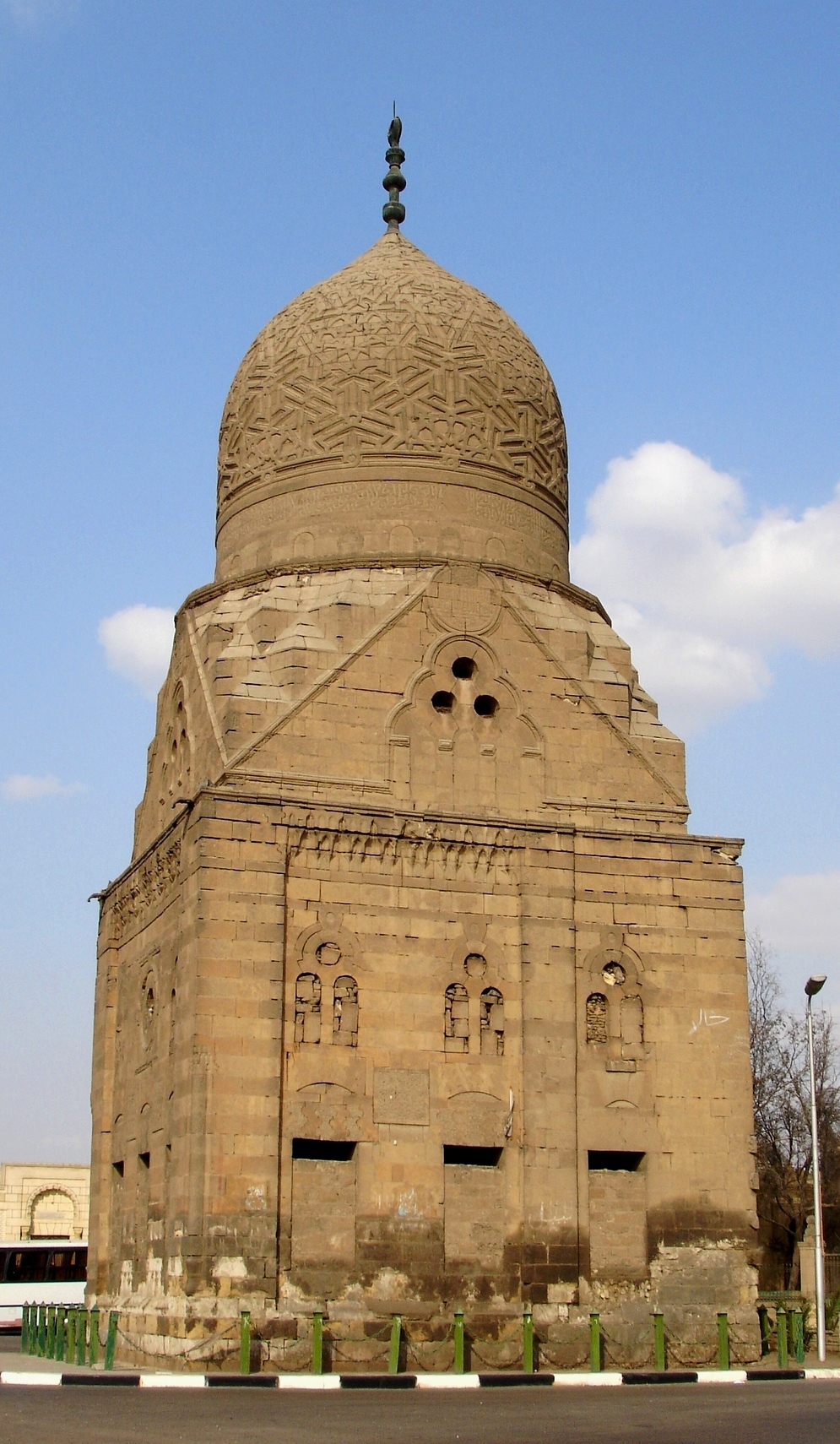
Tumba de Al-Zahir Qansuh, sultán mameluco buryí.

Desde 1250 Egipto había sido gobernado por la dinastía mameluca kipchak de los Bahríes. En 1377 estalló una revuelta en Siria que se extendió a Egipto, y el gobierno fue asumido por los emires circasianos Baraqah y Barquq; Barquq se proclamó sultán en 1382, poniendo fin a la dinastía de los Bahríes. Fue expulsado en 1389, pero recuperó El Cairo en 1390. Anteriormente, la rebelión zahirí amenazó con derrocar a Barquq aunque la conspiración fue descubierta antes de que los agitadores pudieran movilizarse. Así quedó permanentemente en el poder, y fundó la dinastía buryí.
Frente a un enemigo común, Timur, Barquq se unió al sultán otomano Bayaceto I y al kan Toktamish de la Horda de Oro en una resistencia combinada ejecutando a los enviados de paz de Timur. En los meses siguientes, sin embargo, Timur estaba enredado en Georgia, y no pudo responder a las acciones de Barquq, mientras este muere en 1399. En 1401, Timur invadió Siria y saqueó las ciudades de Alepo y Damasco. Siria fue recuperada por el sultán Násir ad-Din Farach después de que Timur murió en 1405, pero Farach enfrentaba continuamente rebeliones de los emires allí y él mismo se vio obligado a abdicar en 1412 y poco después fue asesinado.
En 1421 Egipto fue atacado por el Reino de Chipre, y aunque los egipcios no pudieron capturar la isla se obligó a los chipriotas a reconocer la soberanía del sultán egipcio Barsbay. Durante el reinado de Barsbay la población de Egipto se redujo en gran medida de lo que había sido un par de siglos antes, con solo 1/5 del número de ciudades. Con frecuencia allanó Asia Menor, pero murió en 1438.
Durante el reinado de Sayf ad-Din Jaqmaq un intento de conquistar Rodas en 1444 a los Caballeros de San Juan fue repelido.
Sayf al-Din Inal llegó al poder en 1453 y tuvo relaciones amistosas con el sultán otomano Mehmed II, quien capturó Constantinopla más tarde ese año, causando grandes regocijos en Egipto. Sin embargo, bajo el reinado de Khoshkadam, quien tomó el poder en 1463, Egipto comenzó las luchas contra el sultanato otomano que finalmente condujeron a la incorporación de Egipto en el Imperio Otomano. Tanto Khoshkadam como Mehmed II apoyaron diferentes candidatos al principado de Karaman; luego, en 1467 el sultán Qaitbey ofendió al sultán otomano Bayaceto II, cuyo hermano fue envenenado mientras se entretenía con Qaitbey. Bayaceto II se apodera de Adana, Tarso y otros lugares dentro del territorio egipcio, pero fue finalmente derrotado por Qaitbey. Este también trató de ayudar a los musulmanes en España, amenazando a los cristianos en Siria, pero sin efecto. Qaitbey murió en 1496, dejando cientos de miles de ducados en deudas a las grandes familias comerciantes venecianas.
En 1515, estalló la guerra final contra el sultán otomano Selim I que llevó a la incorporación de Egipto y sus dependencias al Imperio Otomano. El sultán mameluco Al-Ashraf Qansuh al-Ghawri fue acusado por Selim de dar paso a los enviados del shah persa safávida Ismaíl a Siria en su camino a Venecia para formar una confederación contra los turcos y también albergar a varios refugiados. En la batalla de Marj Dabiq el 24 de agosto de 1515, Qansuh fue asesinado en una pelea en la que la caballería mameluca no fue capaz de hacer frente a la artillería turca y los jenízaros. Siria luego pasó a manos otomanas, esto fue celebrado por los locales, que veían a los otomanos como libertadores del gobierno de los mamelucos.
En 1517, los turcos otomanos dirigidos por Selim I derrotaron a los mamelucos de nuevo en la batalla de Ridaniyyah y capturaron El Cairo el 20 de enero. El centro de poder en la región se trasladó a Constantinopla. El último sultán, Tumanbay II, acabó ejecutado por orden de Selim I. Sin embargo, los otomanos mantuvieron a los mamelucos como la élite egipcia, y la familia  buryí logra mantener gran parte de su influencia, pero siempre como vasallos de los otomanos.

## Lista de los sultanes mamelucos de la Dinastía Burŷí de Egipto
- 1382-1389 az-Zahir Saif-al-Din Barquq ibn Anas (mameluco de origen circasiano), primer reinado.
- 1389-1390 al-Salih Salah Zein-al-Din Hajji II segundo reinado (con el título honorífico al-Muzaffar o al-Mansur), temporal reinado bahrí.
- 1390-1399 az-Zahir Saif-al-Din Barquq ibn Anas, segundo reinado, restauración burŷí.
- 1399-1405 an-Nasir Nasir-al-Din Faradj (hijo del sultán Barquq)
- 1405 al-Mansour Azz-al-Din Abd al-Aziz (hijo del sultán Barquq)
- 1405-1412 an-Nasir Nasir-al-Din Faradj (segunda vez), asesinado
- 1412 al-Adil al-Musta'in Billah (califa abásida de El Cairo (1406-1414), proclamado sultán)
- 1412-1421 al-Muayad Abu an-Nasir Saif-al-Din Shayh al-Muhammudi (mameluco de origen circasiano del sultán Barquq)
- 1421 al-Muzaffar Ahmad (hijo del sultán Shayh al-Muhammudi)
- 1421 az-Zahir '''Saif-al-Din Tatar''' (mameluco de origen circasiano del sultán Barquq)
- 1421-1422 as-Salih Nasir-al-Din Muhammad (hijo del sultán Tatar)
- 1422-1438 al-Ashraf Saif-al-Din Barsbay (mameluco de origen circasiano del sultán Barquq)
- 1438 al-Aziz Yamal-al-Din Yusuf (hijo del sultán Barsbay)
- 1438-1453 az-Zahir Saif-al-Din Yakmak (mameluco de origen circasiano del sultán Barquq)
- 1453 al-Mansur Fahr-al-Din Osman (hijo del sultán Jaqmaq)
- 1453-1461  Saif-al-Din Inal al-Ala’i (mameluco de origen circasiano del sultán Barquq)
- 1461 al-Muayad Shihab-al-Din Ahmad (hijo del sultán Inal)
- 1461-1467 az-Zahir Saif-al-Din Khushkadam (mameluco de origen selyuquí del sultán Shayh al-Muhammudi)
- 1467-1468 az-Zahir Saif-al-Din Belbay al-Muyyadi (mameluco de origen circasiano del sultán Shayh al-Muhammudi)
- 1468 az-Zahir Temurbougha ar-Rumi (mameluco de origen griego o selyuquí del sultán Shayh al-Muhammudi)
- 1468-1496 al-Ashraf Saif-al-Din Qaitbay (mameluco de origen circasiano del sultán Jaqmaq)
- 1496-1497 an-Nasir Muhammad (hijo del sultán Qaitbey), primer reinado
- 1496-1498 Qansuh Khumsama'ah
- 1498 an-Nasir Muhammad, segundo reinado, asesinado
- 1498-1500 Az-Zahir Qanshaw (mameluco de origen circasiano del sultán Qaitbey)
- 1500-1501 Al-Ashraf Yanbulat (mameluco de origen circasiano del sultán Qaitbey)
- 1501 al-Adil Saif-al-Din Tumanbay I (mameluco de origen circasiano del sultán Qaitbey), ejecutado
- 1501-1517 Al-Ashraf Qansuh al-Ghawri (mameluco de origen circasiano del sultán Qaitbey), muerto por los otomanos en la Batalla de Marj Dabiq
- 1517 Al-Ashraf Tumanbay II, ejecutado por el sultán otomano Selim I

- Datos: Q249934
- Multimedia: Burji dynasty / Q249934